# Adelotropis farquharsoni
Adelotropis farquharsoni är en stekelart som beskrevs av James Waterston 1922. Adelotropis farquharsoni ingår i släktet Adelotropis och familjen brokparasitsteklar. Inga underarter finns listade i Catalogue of Life.